# Maria Aurora Salvagno
Maria Aurora Salvagno (Alghero, 3 marzo 1986) è una velocista italiana.
Allenata da Luca Ceglie, fa parte del Centro Sportivo dell'Aeronautica Militare.
Con la staffetta 4x100 metri ha vinto due medaglie d'oro a livello internazionale: nel 2007 ai Campionati mondiali militari di atletica leggera ad Hyderabad in India insieme con Anita Pistone, Rita De Cesaris e Micol Cattaneo; nel 2009 alla XXV Universiade di Belgrado in Serbia correndo con Audrey Alloh, Doris Tomasini e Giulia Arcioni.
In carriera può vantare un titolo di campionessa italiana assoluta indoor sui 60 metri piani (2010), cinque titoli di campionessa nazionale universitaria nei 100 metri piani (2006, 2007, 2009, 2010, 2012) e otto titoli italiani giovanili.

## Biografia

### 1998-2000: l'esordio e i primi anni
Maria Aurora Salvagno nasce in una famiglia numerosa formata da 11 componenti (padre, madre, cinque fratelli, tre sorelle e lei). Inizia a praticare l'atletica leggera nel 1998, all'età di 12 anni, facendo il suo esordio nella categoria ragazze (12-13 anni). L'anno successivo, gareggiando per la Società Sportiva Gymnasium Atletica Alghero (il cui tecnico Marco Ciccarella l'ha allenata dal 1998 al 2010), si fa notare subito correndo nel 1999, a 13 anni, i 60 metri in 7"9 nella categoria ragazze e nel 2000, a 14 anni, gli 80 metri in 9"8 nella categoria cadette.
Partecipa a Fano nel 2000 al Criterium nazionale cadetti/e (una sorta di campionato nazionale di categoria), giungendo quarta sugli 80 m e nona con la staffetta 4x100 m.

### 2001-2002: le prime medaglie giovanili nazionali e internazionali
Nel 2001 ad Isernia, sempre al Criterium nazionale cadetti/e, ha vinto la medaglia d'argento sugli 80 m ed è giunta quarta con la staffetta 4x100 m.
Nel 2002 passa al C.U.S. Sassari e ottiene le prime medaglie sia a livello nazionale (bronzo sui 60 m ai campionati italiani allievi indoor ed argento sui 100 m ai campionati italiani allievi outdoor) sia a livello internazionale, conquistando due argenti sui 100 m e nella staffetta 4x100 m, alle XII Gymnasiadi svoltesi a Caen in Francia.

### 2003-2005: i primi titoli nazionali giovanili e i mondiali finlandesi
Nel biennio 2003-2004 ha vinto 5 medaglie d'oro nelle finali nazionali a livello giovanile ed un argento: nel 2003 sui 60 m agli italiani allievi indoor e nei 200 m agli italiani allievi outdoor (insieme ad un argento con la staffetta 4x400 m); nel 2004 tre ori sui 60 m agli italiani giovanili indoor, e poi doppietta agli italiani juniores su 100 e 200 m. Sempre nel 2004, sesta sui 60 m indoor agli assoluti indoor. Nel 2005 ha vinto 4 medaglie, di ogni metallo, a livello nazionale: sui 60 m oro nella categoria promesse e bronzo agli assoluti, due argenti sui 100 m sia a livello giovanile con le promesse che a livello assoluto.
Nel 2003 a livello internazionale ha vinto, nelle Azzorre in Portogallo, l'oro sui 100 m ai Giochi delle isole; ha partecipato anche ai Mondiali allievi di Sherbrooke in Canada: semifinale sui 100 m e batteria con la staffette svedese. Infine al Festival olimpico della gioventù europea a Parigi in Francia è stata settima nei 100 m e sesta con la 4x100 m.
In competizioni internazionali nel 2004 ha gareggiato ai Mondiali juniores di Grosseto in Italia ottenendo la semifinale sui 100 m ed un sesto posto con la 4x100 m.
Nel giugno del 2005 è stata convocata con la squadra della staffetta 4x100 m per la XXVI edizione della Coppa Europa di atletica leggera tenutasi in Italia a Firenze, senza però gareggiare. Agli Europei juniores di Kaunas in Lituania è giunta settima sui 100 m e quarta nei 4x100 m. Nel mese di agosto dello stesso anno ha partecipato con la staffetta 4x100 m ai Mondiali outdoor ad Helsinki in Finlandia, uscendo in batteria il 12 agosto.

### 2006-2007: l'incetta di medaglie a livello giovanile e assoluto
Durante i primi mesi del 2006 ha avuto alcuni problemi fisici che le hanno impedito di affrontare la stagione indoor, non partecipando quindi agli assoluti invernali. Nella primavera del 2006 ha ottenuto il doppio tesseramento per il Centro Sportivo dell'Aeronautica Militare ed il C.U.S. Sassari. Nella stagione outdoor dello stesso anno, ha conquistato tre medaglie sui 100 m tutte di materiale diverso: di bronzo agli italiani assoluti, d'oro agli universitari e d'argento nella categoria promesse. Sempre nel 2006 sui 200 m agli assoluti si è fermata in batteria e poi agli universitari è stata quinta sui 200 m e sesta nella 4x100 m; infine quarto posto sui 200 m ai campionati promesse.
Nel 2007 è arrivata quinta agli assoluti 60 m indoor ed ha vinto cinque medaglie di ogni metallo: tre d'oro di cui due ai campionati italiani promesse (60 e 100 m) ed una ai campionati nazionali universitari (100 m), una d'argento agli italiani assoluti (100 m), una di bronzo agli universitari (200 m). Sempre nel 2007 agli assoluti outdoor è arrivata quarta sui 200 m.
Nello stesso anno, a livello internazionale, ha vinto l'oro con la staffetta 4x100 m ai Giochi mondiali militari ad Hyderabad in India ed è arrivata prima con la staffetta 4x100 m nella First League di Coppa Europa disputatasi in Italia a Milano; agli Europei under 23 a Debrecen in Ungheria ha terminato ottava nei 100 m e quarta con la 4x100 m. Inoltre all'Universiade di Bangkok in Thailandia ha chiuso settima sui 100 m e quinta nella 4x100 m.

### 2008-2010: le olimpiadi cinesi sfiorate, i record, il titolo assoluto e i mondiali qatarioti
Durante i primi mesi del 2008 ha avuto alcuni problemi fisici che le hanno impedito di affrontare la stagione indoor, non potendo dunque partecipare agli assoluti invernali. Nella stagione outdoor dello stesso anno, ha vinto l'argento sui 100 m agli italiani categoria promesse; mentre nella finale dei 200 m non ha gareggiato. Sempre nel 2008 non ha partecipato ai campionati nazionali universitari svoltisi a Pisa. Il 9 luglio del 2008 ha stabilito a Nuoro, durante la XXII edizione del Memorial "Paolo Delogu", il primato personale sui 200 m correndo la distanza in 24"13. Negli assoluti outdoor dello stesso anno è giunta sesta sui 100 m ed in finale, senza parteciparvi, nei 200 m.
Sempre nel 2008, ha sfiorato la partecipazione alle Olimpiadi di Pechino; quasi certa sino all'ultimo di parteciparvi come quinta componente della staffetta 4x100 m, invece dopo la finale della gara individuale sui 100 m ai campionati italiani assoluti di Cagliari, il direttore tecnico Nicola Silvaggi ha preferito scegliere Martina Giovanetti giunta terza davanti alla Salvagno arrivata sesta.

In Coppa Europa ad Annecy in Francia è stata sesta nella serie extra dei 100 m.
Nel 2009 ha conquistato 4 medaglie di materiali diversi ai campionati nazionali: argento sui 60 m agli italiani assoluti indoor, due ai campionati nazionali universitari (oro sui 100 ed argento sui 200 m) ed infine bronzo sui 100 m agli italiani assoluti outdoor; sui 200 m, sempre agli assoluti outdoor, era iscritta ma non ha gareggiato. Il suo primato personale sui 60 metri (7"34), corso il 7 marzo 2009, la colloca al 6º posto a livello italiano assoluto insieme a Rita Bottiglieri e Vincenza Calì.
Agli Europei indoor in Italia a Torino è stata ottava sui 60 m. Il 43"66 corso a Leiria in Portogallo il 21 giugno del 2009 in Super League di Coppa Europa con la staffetta 4x100 m (Pistone-Salvagno-Arcioni-Alloh) è il 8º tempo all time assoluto italiano sulla distanza, mentre sui 100 m è stata argento nella sua batteria.
Il 1º luglio del 2009 a Pescara, in occasione dei XVI Giochi del Mediterraneo, ha stabilito il primato personale sui 100 m coprendo la distanza in 11"50 e poi in finale ha chiuso al sesto posto.
Ha partecipato anche ai Mondiali militari di Sofia in Bulgaria giungendo quarta nei 100 m.
Sempre nel 2009 ha vinto tre medaglie a livello internazionale delle quali: due con la staffetta 4x100 m, d'argento ai Giochi del Mediterraneo di Pescara in Italia e d'oro alla XXV Universiade di Belgrado in Serbia (dove è stata quarta sui 100 m) ed una d'argento sui 60 m alla Coppa mondiali militari indoor svoltisi in Grecia ad Atene.
Nel 2010 ha conquistato il suo primo, e sino ad ora unico, titolo italiano assoluto: il 28 febbraio del 2010 ad Ancona ha vinto la finale nazionale dei 60 m indoor; nel mese di marzo dello stesso anno ha partecipato ai Mondiali indoor a Doha in Qatar uscendo in semifinale. Il 26 aprile del 2010 correndo gli 80 m in 9"57 al XIV Trofeo Provincia di Sassari ha stabilito il nuovo record italiano assoluto, migliore di quello di Daniela Graglia (9"61 stabilito il 1º maggio 2007 al Meeting di Primavera di Mondovì), ma non è stato mai omologato. 
Nel maggio del 2010 a Campobasso ha vinto la medaglia d'oro ai campionati nazionali universitari sui 100 m. Nello stesso anno, è arrivata settima sui 100 m agli assoluti outdoor. 

Nella Super League dell'Europeo per nazioni a Bergen in Norvegia è stata settima con la 4x100 m.

### 2011-2016: l'assenza dagli universitari e dagli assoluti, gli insuccessi, il ritorno agli assoluti
Dal 2011 ha il doppio tesseramento con il Centro Sportivo dell'Aeronautica Militare ed il CUS Bari. Come grado militare all'interno dell'Aeronautica Militare è Primo aviere scelto.
Nel 2011 ha vinto la medaglia d'argento ai nazionali assoluti indoor sui 60 m ed arriva sesta nella finale sui 100 m degli assoluti nazionali. Nel maggio dello stesso anno, pur essendo tra le partecipanti sia sui 100 che sui 200 m, non ha corso in nessuna di entrambe le gare ai Campionati Nazionali Universitari svoltisi a Torino.
In manifestazioni internazionali nel 2011, ha gareggiato a Rio de Janeiro in Brasile in occasione dei Giochi mondiali militari: semifinale sui 200 m e quarto posto con la 4x100 m; nella Super League dell'Europeo per nazioni in Svezia a Stoccolma è stata decima con la 4x100 m.
Nel 2012 non ha partecipato né ai Campionati italiani assoluti di atletica leggera indoor né ai Campionati italiani assoluti di atletica leggera. Lo stesso anno, si è aggiudicata l'oro sui 100 m agli universitari nazionali ed invece sui 200 m, pur essendo tra le partecipanti non ha gareggiato.
Nel 2013 giunge quinta nei 60 m agli assoluti indoor, non partecipa alla finale dei 100 m agli universitari e sui 200 m pur essendo tra le partecipanti, non gareggia; infine non va oltre la batteria nei 100 m agli assoluti outdoor.
Nel 2014 non ha partecipato né ai Campionati italiani assoluti indoor di Ancona né a quelli outdoor di Rovereto.
Dopo un anno e mezzo di assenza dagli assoluti (ultima partecipazione a quelli outdoor di Milano nel 2013), ritorna a quelli al coperto di Padova nel 2015, dove raggiunge la finale dei 60 m terminando in ottava posizione; agli assoluti all'aperto a Torino, non supera la batteria dei 100 m.
Nel marzo del 2016 partecipa ad Ancona ai campionati italiani assoluti indoor e viene squalificata nella batteria dei 60 m.

## Curiosità
- Il 9 ottobre del 2010 nella chiesa della borgata algherese di Maristella si è sposata con l'atleta pugliese Luca Ceglie[24]. Entrambi hanno il doppio tesseramento con il Centro Sportivo dell'Aeronautica Militare ed il CUS Bari. Dopo essersi trasferita a Bari, dove vive dal 2010, è allenata dal marito e multiplista Luca Ceglie.
- Fa parte di un quartetto di velociste sarde che si stanno affermando nell'ultimo decennio: Francesca Albiani (1989), Anastassia Angioi (1995), Alessandra Marceddu (1992) ed appunto Maria Aurora Salvagno (1986).

## Record nazionali

### Juniores
- 55 metri piani indoor: 7"08 ( Firenze, 31 gennaio 2004)[25]

### Allieve
- 100 yards: 11"22 ( Mondovì, 1º maggio 2003)[26]

## Progressione

### 60 metri piani indoor
| Stagione | Tempo | Luogo  | Data      | Rank. Mond. |
| -------- | ----- | ------ | --------- | ----------- |
| 2015     | 7"61  | Padova | 22-2-2015 |             |
| 2014     | 7"72  | Ancona | 5-2-2014  |             |
| 2013     | 7"47  | Roma   | 13-1-2013 | 242ª        |
| 2012     | 7"53  | Roma   | 29-1-2012 |             |
| 2011     | 7"48  | Ancona | 20-2-2011 | 237ª        |
| 2010     | 7"37  | Ancona | 28-2-2010 | 111ª        |
| 2009     | 7"34  | Torino | 7-3-2009  | 77ª         |
| 2007     | 7"43  | Ancona | 28-1-2007 | 144ª        |
| 2005     | 7"49  | Ancona | 19-2-2005 | 217ª        |
| 2004     | 7"55  | Ancona | 7-2-2004  | 318ª        |
| 2003     | 7"66  | Ancona | 1-2-2003  | 560ª        |
| 2002     | 7"78  | Ancona | 2-2-2002  |             |

### 100 metri piani
| Stagione | Tempo | Luogo      | Data      | Rank. Mond. |
| -------- | ----- | ---------- | --------- | ----------- |
| 2015     | 12"02 | Torino     | 25-7-2015 |             |
| 2014     | 12"13 | Isernia    | 30-8-2014 |             |
| 2013     | 11"82 | Gavardo    | 19-5-2013 | 705ª        |
| 2012     | 11"73 | Messina    | 26-5-2012 | 536ª        |
| 2011     | 11"65 | Donnas     | 3-7-2011  | 338ª        |
| 2010     | 11"60 | Nuoro      | 14-7-2010 | 262ª        |
| 2009     | 11"50 | Pescara    | 1-7-2009  | 178ª        |
| 2008     | 11"66 | Cagliari   | 19-7-2008 | 377ª        |
| 2007     | 11"57 | Debrecen   | 12-7-2007 | 249ª        |
| 2006     | 11"54 | Avezzano   | 20-8-2006 | 194ª        |
| 2005     | 11"73 | Bressanone | 25-6-2005 | 405ª        |
| 2004     | 11"83 | Rieti      | 11-6-2004 | 587ª        |
| 2003     | 11"98 | Sherbrooke | 10-7-2003 | 851ª        |
| 2002     | 12"11 | Caen       | 1-6-2002  |             |
| 2001     | 12"47 | Gorizia    | 10-6-2001 |             |

### 200 metri piani
| Stagione | Tempo | Luogo      | Data      | Rank. Mond. |
| -------- | ----- | ---------- | --------- | ----------- |
| 2015     | 24"95 | Isernia    | 29-8-2015 |             |
| 2013     | 24"72 | Bari       | 5-5-2013  |             |
| 2012     | 24"58 | Frascati   | 20-6-2012 |             |
| 2011     | 24"40 | Arzana     | 30-7-2011 | 1 001ª      |
| 2010     | 24"46 | Sassari    | 15-7-2010 | 1 069ª      |
| 2009     | 24"34 | Sassari    | 11-9-2009 | 894ª        |
| 2008     | 24"13 | Nuoro      | 9-7-2008  | 665ª        |
| 2007     | 24"25 | Bressanone | 17-6-2007 | 733ª        |
| 2006     | 24"14 | Rieti      | 23-7-2006 | 582ª        |
| 2005     | 24"90 | Cagliari   | 15-5-2005 | 1 518ª      |
| 2004     | 24"57 | Rieti      | 12-6-2004 |             |
| 2003     | 24"70 | Sassari    | 1-6-2003  |             |

## Palmarès
| Anno | Manifestazione                           | Sede           | Evento            | Risultato  | Tempo   | Note   |
| ---- | ---------------------------------------- | -------------- | ----------------- | ---------- | ------- | ------ |
| 2002 | Gymnasiadi                               | Caen           | 100 m piani       | Argento    | 12"18   | [ 27 ] |
| 2002 | Gymnasiadi                               | Caen           | Staffetta svedese | Argento    | 2'10"63 | [ 28 ] |
| 2003 | Giochi delle isole (COJI)                | Azzorre        | 100 m piani       | Oro        | 12"06   | [ 29 ] |
| 2003 | Mondiali allievi                         | Sherbrooke     | 100 m piani       | Semifinale | 12"06   | [ 30 ] |
| 2003 | Mondiali allievi                         | Sherbrooke     | Staffetta svedese | Batteria   | 2'14"61 | [ 31 ] |
| 2003 | Festival olimpico della gioventù europea | Parigi         | 200 m piani       | 7ª         | 24"85   | [ 32 ] |
| 2003 | Festival olimpico della gioventù europea | Parigi         | 4x100 m           | 6ª         | 47"40   | [ 32 ] |
| 2004 | Mondiali juniores                        | Grosseto       | 100 m piani       | Semifinale | 11"88   | [ 33 ] |
| 2004 | Mondiali juniores                        | Grosseto       | 4×100 m           | 6ª         | 45"19   | [ 34 ] |
| 2005 | Europei juniores                         | Kaunas         | 100 m piani       | 7ª         | 11"96   | [ 35 ] |
| 2005 | Europei juniores                         | Kaunas         | 4×100 m           | 4ª         | 44"81   | [ 36 ] |
| 2005 | Mondiali                                 | Helsinki       | 4×100 m           | Batteria   | 44"03   | [ 37 ] |
| 2007 | Europei under 23                         | Debrecen       | 100 m piani       | 8ª         | 11"89   | [ 38 ] |
| 2007 | Europei under 23                         | Debrecen       | 4×100 m           | 4ª         | 44"08   | [ 39 ] |
| 2007 | Universiade                              | Bangkok        | 100 m piani       | 7ª         | 11"73   | [ 40 ] |
| 2007 | Universiade                              | Bangkok        | 4×100 m           | 5ª         | 44"71   | [ 41 ] |
| 2007 | Giochi mondiali militari                 | Hyderabad      | 4×100 m           | Oro        | 44"97   | [ 42 ] |
| 2009 | Europei indoor                           | Torino         | 60 m piani        | 8ª         | 7"43    | [ 43 ] |
| 2009 | Mondiali militari                        | Sofia          | 100 m piani       | 4ª         | 11"65   | [ 44 ] |
| 2009 | Giochi del Mediterraneo                  | Pescara        | 100 m piani       | 6ª         | 11"61   | [ 45 ] |
| 2009 | Giochi del Mediterraneo                  | Pescara        | 4×100 m           | Argento    | 43"86   | [ 46 ] |
| 2009 | Universiade                              | Belgrado       | 100 m piani       | 4ª         | 11"55   | [ 47 ] |
| 2009 | Universiade                              | Belgrado       | 4×100 m           | Oro        | 43"83   | [ 48 ] |
| 2010 | Mondiali indoor                          | Doha           | 60 m piani        | Semifinale | 7"49    | [ 49 ] |
| 2011 | Giochi mondiali militari                 | Rio de Janeiro | 200 m piani       | Semifinale | 24"68   | [ 50 ] |
| 2011 | Giochi mondiali militari                 | Rio de Janeiro | 4×100 m           | 4ª         | 45"08   | [ 51 ] |

## Campionati nazionali
- 1 volta campionessa assoluta indoor dei 60 m (2010)
- 1 volta campionessa promesse indoor dei 60 m (2007)
- 1 volta campionessa promesse dei 100 m (2007)
- 2 volte campionessa juniores indoor dei 60 m (2004 e 2005)
- 1 volta campionessa juniores dei 100 m (2004)
- 1 volta campionessa juniores dei 200 m (2004)
- 1 volta campionessa allieve dei 200 m (2003)
- 1 volta campionessa allieve indoor dei 60 m (2003)
- 5 volte campionessa universitaria dei 100 m (2006, 2007, 2009, 2010, 2012)

2000
- 4ª al Criterium nazionale cadetti/e, (Fano),
80 m - 10"19[52]
- 9ª al Criterium nazionale cadetti/e, (Fano),
4x100 m - 51"69[52]

2001
- Argento al Criterium nazionale cadetti/e, (Isernia), 80 m - 9"9[53]
- 4ª al Criterium nazionale cadetti/e, (Isernia),
4x100 m - 49"74[54]

2002
- Bronzo ai Campionati italiani allievi-juniores-promesse indoor, (Ancona), 60 m - 7"83[55]
- Argento ai Campionati italiani allievi e allieve, (Torino), 100 m[56]

2003
- Oro ai Campionati italiani allievi-juniores-promesse indoor, (Ancona), 60 m - 7"66[57]
- Oro ai Campionati italiani allievi e allieve, (Cesenatico), 200 m - 25"12[58]
- Argento ai Campionati italiani allievi e allieve, (Cesenatico), 4x400 m - 4'02"46[59]

2004
- 6ª ai Campionati italiani assoluti indoor, (Genova), 60 m - 7"66[60]
- Oro ai Campionati italiani allievi-juniores-promesse indoor, (Ancona), 60 m - 7"55[60]
- Oro ai Campionati italiani juniores, (Rieti),
100 m - 11"83[61]
- Oro ai Campionati italiani juniores, (Rieti),
200 m - 24"57[62]

2005
- Oro ai Campionati italiani allievi-juniores-promesse indoor, (Genova), 60 m - 7"50[63]
- Bronzo ai Campionati italiani assoluti indoor, (Ancona), 60 m - 7"49[64]
- Argento ai Campionati italiani juniores e promesse, (Grosseto), 100 m - 11"79[65]
- Argento ai Campionati italiani assoluti, (Bressanone), 100 m - 11"74[66]

2006
- Oro ai Campionati nazionali universitari, (Desenzano del Garda), 100 m - 11"85[67]
- 5ª ai Campionati nazionali universitari, (Desenzano del Garda), 200 m - 24"79[68]
- 6ª ai Campionati nazionali universitari, (Desenzano del Garda), 4x100 m - 50"60[69]
- Argento ai Campionati italiani juniores e promesse, (Rieti), 100 m Promesse donne - 11"78[70]
- 4ª ai Campionati italiani juniores e promesse (Rieti), 200 m Promesse donne - 24"14[71]
- Bronzo ai Campionati italiani assoluti, (Torino), 100 m - 11"97[72]
- In batteria ai Campionati italiani assoluti, (Torino), 200 m - 24"78[73]

2007
- Oro ai Campionati italiani allievi-juniores-promesse indoor, (Genova), 60 m - 7"53[74]
- 5ª ai Campionati italiani assoluti indoor, (Ancona), 60 m - 7"52[75]
- Oro ai Campionati nazionali universitari, (Jesolo), 100 m - 11"89[76]
- Bronzo ai Campionati nazionali universitari, (Jesolo), 200 m - 24"65[76]
- Oro ai Campionati italiani juniores e promesse, (Bressanone), 100 m - 11"75[77]
- Argento ai Campionati italiani assoluti, (Padova), 100 m - 11"96[78]
- 4ª ai Campionati italiani assoluti, (Padova),
200 m - 24"30[79]

2008
- Argento ai Campionati italiani juniores e promesse, (Torino), 100 m - 11"78[80]
- In finale ai Campionati italiani juniores e promesse, (Torino), 200 m - dns[81]
- 6ª ai Campionati italiani assoluti, (Cagliari),
100 m - 11"79[82]
- In finale ai Campionati italiani assoluti, (Cagliari), 200 m - dns[83]

2009
- Argento ai Campionati italiani assoluti indoor, (Torino), 60 m - 7"39[84]
- Oro ai Campionati nazionali universitari, (Lignano Sabbiadoro), 100 m - 11"67[85]
- Argento ai Campionati nazionali universitari, (Lignano Sabbiadoro), 200 m - 24"40[86]
- Bronzo ai Campionati italiani assoluti, (Milano), 100 m - 11"63[87]
- In batteria[88] ai Campionati italiani assoluti, (Milano), 200 m - dns[89]

2010
- Oro ai Campionati italiani assoluti indoor, (Ancona), 60 m - 7"37[90]
- 7ª ai Campionati italiani assoluti di atletica leggera, (Grosseto), 100 m - 11"82[91]
- Oro ai Campionati nazionali universitari, (Campobasso), 100 m - 11"76[92]

2011
- Argento ai Campionati italiani assoluti indoor, (Ancona), 60 m - 7"48[93]
- In batteria[94] ai Campionati nazionali universitari, (Torino), 100 m - dns[95]
- In batteria[96] ai Campionati nazionali universitari, (Torino), 200 m - dns[97]
- 6ª ai Campionati italiani assoluti, (Torino),
100 m - 11"88[98]

2012
- Oro ai Campionati nazionali universitari, (Messina), 100 m - 11"73[99]
- In batteria[100] ai Campionati nazionali universitari, (Messina), 200 m - dns[101]

2013
- 5ª ai Campionati italiani assoluti indoor, (Ancona), 60 m - 7"50[102]
- In finale ai Campionati nazionali universitari, (Cassino), 100 m - dns[103]
- In batteria[104] ai Campionati nazionali universitari, (Cassino), 200 m - dns[105]
- In batteria ai Campionati italiani assoluti, (Milano), 100 m - 12"08[106]

2015
- 8ª ai Campionati italiani assoluti indoor, (Padova),
60 m - 7"66[107]
- In batteria ai Campionati italiani assoluti, (Torino),
100 m - 12"02[108]

2016
- In batteria ai Campionati italiani assoluti indoor, (Ancona), 60 m - dq[109]

## Altre competizioni internazionali
2003
- 6ª al IIIXX Meeting Internazionale Terra Sarda,
( Oristano), 100 m - 12"12[110]

2004
- 6ª al IIXX Meeting Internazionale Terra Sarda,
( Sanluri), 100 m - 12"31[111]

2005
- 6ª al IXX Meeting Internazionale Terra Sarda,
( Nuraminis), 100 m - 12"03[112]

2006
- Bronzo al XLII Palio Città della Quercia,
( Rovereto), 200 m - 24"23[113]
- 4ª al XX Meeting Internazionale Terra Sarda,
( Isili), 100 m - 11"79[114]
- Oro al II Meeting Internazionale "Città di Marano",
( Marano di Napoli), 100 m - 11"93[115]
- Argento al XXII Meeting Internazionale "Donna Sprint", ( Trento), 100 m - 11"81[116]

2007
- 5ª al XX AtletiCAGeneve Memorial "Georges Caillat",
( Ginevra), 100 m - 11"75[117]
- Oro in First League di Coppa Europa,
( Milano), 4×100 m - 43"98[118]
- Argento al XLIII Palio Città della Quercia,
( (Rovereto), 100 m - 11"81[119]
- Bronzo al XXI Meeting Internazionale Terra Sarda,
( Olbia), 100 m - 11"72[120]
- Oro alla Coppa del Mediterraneo ovest,
( Firenze), 4x100 m - 44"54[121]

2008
- Argento al XXI AtletiCAGeneve Memorial "Georges Caillat", ( Ginevra), 100 m - 11"67[122]
- Argento al IX Meeting Memorial Primo Nebiolo,
( Torino), 100 m - 11"75[123]
- Oro al IX Meeting Memorial Primo Nebiolo,
( Torino), 4×100 m - 43"85[123]
- 6ª nella serie extra di Coppa Europa,
( Annecy), 100 m - 11"82[18]
- Argento al XLIV Palio Città della Quercia,
(Rovereto), 100 m - 11"75[124]

2009
- Argento nella Coppa dei mondiali militari indoor,
( Atene), 60 m - 7"36[125]
- Bronzo al X Meeting Memorial Primo Nebiolo,
( Torino), 100 m - 11"75[126]
- Argento in batteria in Super League dell'Europeo per nazioni, ( Leiria), 100 m - 11"51[127]
- 6ª in Super League all'Europeo per nazioni,
( Leiria), 4×100 m - 44"09[128]
- Bronzo nella X Notturna di Milano,
( Milano), 100 m - 11"61[129]
- Bronzo al XXIII Meeting Internazionale Terra Sarda, ( Orroli), 100 m - 11"63[130]
- Argento al V Meeting Internazionale "Città di Marano", ( Marano di Napoli), 100 m - 11"87[131]
- 6ª al XLV Palio Città della Quercia,
( Rovereto), 100 m - 11"91[132]

2010
- Oro al V Meeting Internazionale Indoor Classic,
( Vienna), 60 m - 7"39[133]
- 4ª al IVL International Meeting di Rehlingen,
( Rehlingen), 100 m - 11"76[134]
- Argento al XXIII AtletiCAGeneve Memorial "Georges Caillat", ( Ginevra), 100 m - 11"69[135]
- Oro al XXIII AtletiCAGeneve Memorial "Georges Caillat", ( Ginevra), 4×100 m - 44"03[136]
- 7ª in Super League all'Europeo per nazioni,
( Bergen), 4×100 m - 44"14[137]
- 7ª al XXIV Meeting Città di Padova,
( Padova), 100 m - 11"74[138]
- Bronzo al XXIV Meeting Internazionale Terra Sarda, ( Arzana), 100 m - 11"71[139]
- 5ª al VI DécaNation, ( Annecy), 100 m - 11"99[140]
- 6ª al XLVI Palio Città della Quercia,
( Rovereto), 100 m - 12"03[141]

2011
- Argento all'Elan Meeting International Indoor,
( Bratislava), 60 m - 7"56[142]
- Argento al VI Meeting Internazionale Indoor Classic, ( Vienna), 60 m - 7"50[143]
- 8ª all'International Meeting Belgacom Flanders Indoor, ( Gent), 60 m - 7"51[144]
- Bronzo al XXIV AtletiCAGeneve Memorial "Georges Caillat", ( Ginevra), 100 m - 11"74[145]
- Bronzo al XXIV AtletiCAGeneve Memorial "Georges Caillat", ( Ginevra), 200 m - 24"53[145]
- Argento al XIV Meeting Bonneuil sur Marne,
( Bonneuil-sur-Marne), 100 m - 11"58[146]
- Argento al XIV Meeting Bonneuil sur Marne,
( Bonneuil-sur-Marne), 4×100 m - 45"00[146]
- 10ª in Super League all'Europeo per nazioni,
( Stoccolma), 4×100 m - 44"55[147]
- Argento al XVI Meeting Internazionale “Via col… vento”, ( Donnas), 100 m - 11"65[148]
- 5ª al XXV Meeting Internazionale Terra Sarda,
( Arzana), 100 m - 11"93[149]
- 6ª al XXV Meeting Internazionale Terra Sarda,
( Arzana), 200 m - 24"40[150]

2012
- Bronzo al Silver Gala,
( Roma), 100 m - 11"92[151]
- Oro al XLII Meeting Internazionale Città di Rieti,
( Rieti), 100 m - 12"04[152]

2013
- Argento al XVIII Meeting Internazionale “Via col... vento”, ( Donnas), 100 m - 11"80[153]

## Premi e riconoscimenti
- Il 14 novembre 2007 ha ricevuto il Premio Gruppo Sportivo Arma Azzurra[154] presso il Salone d'Onore del CONI a Roma per la medaglia d'oro vinta con la staffetta 4×100 metri ai XLII Campionati mondiali militari svoltisi ad Hyderabad in India nel mese di ottobre.
- Il 27 dicembre del 2009 a Sassari il Premio Crono[155], assegnato a cadenza biennale dall'Associazione Cronometristi.
- Il 7 febbraio del 2010 ad Ancona il Premio Klass Meeting[156] per il migliore risultato tecnico della riunione.
- L'11 ottobre 2010 ha ricevuto al Teatro Civico di Sassari il riconoscimento denominato Il CONI premia le Eccellenze dello Sport[157].